# Villa Baldini (Kadaň)
Villa Baldini (původně Villa Rzesacz) (čp. 884) je třípodlažní vila funkcionalistického stylu nacházející se ve vilové čtvrti, dříve známe jako Zahradní Město, v Kadani. Vila stojí v ulici T. G. Masaryka (dříve Gollova). Stavební práce byly dokončeny roku 1929 podle projektu chomutovského stavitele a architekta Ing. Carla Johna. Projekt vznikl na objednávku kadaňského právníka JUDr. Hermanna Rzesacze.

## Výstavba
V roce 1928 začal kadaňský právník JUDr. Hermann Rzesacz podnikat kroky k výstavbě vlastní vily v Gollově ulici. Gollova ulice byla v té době prestižní adresou v rozrůstající se vilové čtvrti zvané Zahradní Město. Tato adresa byla výhodná také z toho důvodu, že se v sousedství nacházela Villa Fischer, kde měla své sídlo advokátní kancelář, kterou Hermann Rzesacz provozoval společně se svým kolegou JUDr. Emilem Fischerem, majitelem této vily.
Villa Rzesacz vznikala v letech 1928 až 1929 podle projektu chomutovského stavitele a architekta Ing. Carla Johna, jehož stavební firma následně tento projekt realizovala. Třípodlažní vila vykazující prvky funkcionalistického slohu byla opatřená pro stavbu vilového typu charakteristickým vysokým a výrazným domovním štítem. V dispozici vily byl zakomponován též nezbytný reprezentativní salon, v němž mohl majitel přijímat významné klienty.

## Majitelé
Stavebníkem a prvním majitelem vily byl JUDr. Herman Rzesacz. Ten pocházel z rodiny právníka a literáta JUDr. Ernsta Rzesacze, potomka měšťanské rodiny původem z Chomutova. Ernst Rzesacz, otec Hermanna Rzesacze, po vysokoškolských studiích na univerzitách v Lipsku a Praze působil od roku 1897 jako advokát v Ústí nad Labem. Později se výrazně angažoval mezi německými nacionalisty, byl spolutvůrcem jejich programu pro severozápadní Čechy a dokonce za ně kandidoval v komunálních volbách. Mimo politiku se zabýval také filosofií a teologií. Psal lyrickou poezii v pozdně romantickém duchu, a sice pod pseudonymem Carl Ernst Alten. Jeho báseň An der Eger byla okresním inspektorem Franzem Slapničkou zařazena do kadaňské vlastivědné učebnice vydané v roce 1937.
Hermann Rzesacz se narodil roku 1898 v Ústí nad Labem. Již roku 1903 se však s rodiči přestěhoval do Chomutova. Středoškolská studia absolvoval na chomutovském gymnáziu. Od roku 1918 pak studoval na Právnické fakultě německé Karlo-Ferdinandovi univerzity v Praze (roku 1920 přejmenované na Německou univerzitu), kde roku 1922 promoval a získal titul doktora obojího práva. Hermann Rzesacz působil nejprve krátce v Chomutově, odkud se roku 1924 přestěhoval do Kadaně. Zde si společně s Emilem Fischerem otevřel advokátní kancelář. Emil Fischer v Kadani působil již od roku 1919. V roce 1929 byla nová kadaňská rezidence Hermanna Rzesacze, Villa Rzesacz, dokončena. Téhož roku se také Hermann Rzesacz oženil s Antonií, rozenou Knobloch, původem z Podbořan. Již roku 1931 se však manželé rozhodli vilu prodat a právě do Podbořan se přestěhovat.
Novým majitelem vily se po manželech Rzesaczových stal Josef Baldini. Josef Baldini byl v té době penzionovaný okresní komisař. Pocházel z italské měšťanské rodiny, která se do Kadaně přesunula někdy v polovině 19. století. Rodina Baldini provozovala v Kadani různá prestižní povolání od krejčích po lékárníky. Villa Baldini, jak se tehdy nově původní vile Rzesacz začalo říkat, byla roku 1945 zkonfiskována poté, co byla označena za tzv. německý majetek a její majitel byl nucen opustit Kadaň i Československo.